# Route nationale 54 (France)
Pour les articles homonymes, voir Route nationale 54.
La route nationale 54, ou RN 54, est une ancienne route nationale française reliant Metz à la frontière franco-allemande vers Sarrelouis en passant par Boulay-Moselle et Téterchen.
Elle a été déclassée dans les années 1970 en route départementale 954 (RD 954).

## Tracé
- Metz (km 0)
- Lauvallières, commune de Nouilly (km 1)
- Petit-Marais, commune de Retonfey (km 4)
- Mazagran, commune de Sainte-Barbe (km 5)
- Les Étangs (km 11)
- Condé (km 15)
- Volmerange-lès-Boulay (km 17)
- Boulay-Moselle (km 21)
- Téterchen (km 29)
- Tromborn (km 32)
- Villing D 954 (km 37)
- Sarrelouis  Allemagne B 269 (km 38)